# Pallamano Conversano 2024-2025

## Rosa 2024-2025

### Giocatori
| N° | Naz.                 | Ruolo | Sportivo                         | Anno | Alt. | Peso |
| -- | -------------------- | ----- | -------------------------------- | ---- | ---- | ---- |
| 1  | Italia (bandiera)    | P     | Pasquale Di Caro                 | 2000 | 185  | 92   |
| 12 | Italia (bandiera)    | P     | Pasqualino Di Giandomenico       | 1994 | 192  | 105  |
| 16 | Italia (bandiera)    | P     | Francesco Pierpaolo Scarcelli    | 2005 | 194  | 90   |
| 4  | Cile (bandiera)      | A     | Luciano Hugo Scaramelli Escalona | 2002 | 182  | 80   |
| 6  | Italia (bandiera)    | T     | Davide Bulzamini                 | 1995 | 194  | 95   |
| 7  | Argentina (bandiera) | T     | Elian Jesus Goux                 | 2001 | 199  | 94   |
| 8  | Serbia (bandiera)    | PV    | David Gligić                     | 1999 | 190  | 103  |
| 9  | Norvegia (bandiera)  | PV    | Øystein Katla Midtun             | 1996 | 193  | 96   |
| 10 | Italia (bandiera)    | C     | Ignazio Degiorgio                | 1999 | 182  | 76   |
| 11 | Norvegia (bandiera)  | T     | Leif-Erik Brenne                 | 1998 | 193  | 93   |
| 13 | Italia (bandiera)    | A     | Demis Radovčić                   | 1988 | 182  | 85   |
| 15 | Italia (bandiera)    | A     | Edoardo Francelli                | 2004 | 193  | 80   |
| 19 | Italia (bandiera)    | T     | Massimiliano Possamai            | 2001 | 188  | 90   |
| 21 | Italia (bandiera)    | T     | Camillo Di Mascio                | 2005 | 190  | 84   |
| 25 | Italia (bandiera)    | C     | Pablo Marrochi                   | 1986 | 192  | 95   |
| 27 | Italia (bandiera)    | A     | Gabriele Iachemet                | 2002 | 176  | 74   |
| 29 | Italia (bandiera)    | A     | Gabriele Saitta                  | 1998 | 182  | 74   |
| 33 | Italia (bandiera)    | PV    | Jacopo Lupo                      | 1995 | 188  | 100  |

### Staff Tecnico & Medico
- Allenatore:  Alessandro Tarafino
- Vice Allenatore:  Esteban Alonso
- Vice Allenatore:  Giuseppe Fanelli
- Allenatore Portieri:  Leonardo Lopasso
- Preparatore Atletico:  Patrizio Pacifico
- Direttore Sportivo:  Giorgio Fantasia